# Paphiopedilum dayanum
Paphiopedilum dayanum é uma espécie de orquídea (Orchidaceae) do Sudeste Asiático.